# 26 mai 1959
Le mardi 26 mai 1959 est le 146e jour de l'année 1959.

## Naissances
- Brian Peaker, sportif canadien
- Dann Bilardello, joueur américain de baseball
- Fabio Berardi, personnalité politique saint-marinaises
- Kevin Gage, acteur américain, plus particulièrement connu pour son rôle du criminel psychopathe Waingro dans Heat de Michael Mann
- Ole Bornedal, réalisateur danois
- Pat Riggin, joueur de hockey sur glace canadien
- Philippe Vander Putten
- Philomène Nga Owona, professeure d'université camerounaise
- Róger Flores, joueur de football costaricain
- Raimundo Amador Fernández, guitariste espagnol
- Wayne Hussey, musicien anglais et chanteur de The Mission

## Décès
- Claude Barrès (né le 22 mars 1925), militaire français
- Ed Walsh (né le 14 mai 1881), joueur américain de baseball
- Ferdinand Frantz (né le 8 février 1906), artiste lyrique

## Événements
- Début de championnat d'Islande de football 1959
- Publication de White Lightning and_Other Favorites